# Chapelon
 Chapelon é uma comuna francesa na região administrativa do Centro, no departamento de Loiret. Estende-se por uma área de 6,52 km², com habitantes, segundo os censos de 1999, com uma densidade de 35,89 hab/km².